# Tag Adams
Tag Adams (tidigare känd under namnet Chet Roberts), född den 4 april 1972 i Lancaster i Pennsylvania, är en amerikansk porrskådespelare. Han är verksam inom gaypornografi.